# مسجد ستانلي
مسجد ستانلي يوجد المسجد في ستانلي في هونغ كونغ التابعة اداريا لجمهورية الصين الشعبية، يعد مسجد سناتلي المسجد الرابع الذي بني في هونغ كونغ، وهو يقع في سجن ستانلي .

## التاريخ
في أوائل القرن العشرين الميلادي كان هناك حوالي 400 موظف مسلم من باكستان والهند أتوا للعمل في إدارة السجون في هونغ كونغ، وكان مقر المكتب موجود في طريق آربثنوت، وعليه فان المسلمين في إدارة السجن يذهبون في معظمهم إلى المسجد الجامع لأداء صلاتهم، وفي أعقاب نقل مقر السجن من طريق آربثنوت إلى سجن ستانلي والذي هو أبعد بكثير من المقر القديم ومن المسجد الجامع، كان هناك طلب لإنشاء مسجد جديد حول منطقة السجن لتلبية احتياجات الرعاية الاجتماعية والدينية لموظفي السجن المسلمين، وهكذا تم افتتاح مسجد ستانلي داخل السجن في الأول من شهر يناير من عام 1937.

## العمارة
لدى مسجد ستانلي قاعة كبيرة للصلاة، بالإضافة لوجود شرفة وفناء للمسجد، وقد اتخذ المجلس الاستشاري للمتاحف والآثار في هونغ كونغ قرار باعتبار مسجد ستانلي مبنى تاريخي من الدرجة الأولى، وكان ذلك في الثامن عشر من شهر ديسمبر من العام 2009.

## وصلات خارجية
- صور مسجد ستانلي